# ʿAbd al-Latîf al-Baghdâdî
Pour les articles homonymes, voir Al-Baghdadi.
Muwaffak al-Din Abu Muhammad ben Yusuf ʿAbd al-Latîf al-Baghdâdî (1162 - 1231), également connu sous le nom d'al-Baghdadi, né et mort à Bagdad, en Irak actuel, est un célèbre médecin, historien et égyptologue arabe. 

## Biographie
Il a enseigné, durant un certain nombre d'années, la philosophie et la médecine au Caire et à Damas, et ensuite, pour une période plus courte, à Alep.
Parmi les nombreuses œuvres (pour la plupart sur la médecine), que attribue Ibn Abi Usaybi'a dans son Histoire des médecins, une seule, Description de l'Égypte (en deux parties), semble être parvenue jusqu'à nous. Ce travail a été l'un des premiers ouvrages égyptologiques. Il contient une description d'une famine, qui a eu lieu lors d'un de ses séjours en Égypte, provoquée par la crue du Nil. Al-Baghdadi écrit que « lors de la famine en Égypte en 1200, [il a] eu l'occasion d'observer et d'examiner un grand nombre de squelettes ». Ce fut l'un des premiers exemples d'une autopsie post mortem, grâce à laquelle il a découvert que l'affirmation du médecin grec Claude Galien était erronée en ce qui concerne la formation de la mandibule et du sacrum.
Il a également écrit des descriptions détaillées sur les monuments égyptiens antiques. En 1203, il impute la destruction de la bibliothèque d'Alexandrie au calife Omar qui aurait donné en 642 l'ordre de la détruire à son chef militaire 'Amr Ibn al-'As[réf. nécessaire].
Son amour des voyages l'a amené lors de ses vieux jours à se rendre dans différentes parties de l'Arménie et de l'Asie Mineure. C'est à la suite d'un pèlerinage à la Mecque qu'il est mort à Bagdad.
Le manuscrit en arabe a été découvert en 1665 par Edward Pocock, l'orientaliste, qui l'a ensuite publié dans les années 1680. Son fils, Edward Pocock le Jeune, l'a traduit en latin, mais il a seulement été en mesure d'en publier moins de la moitié. Thomas Hunt a tenté de publier la traduction complète en 1746, mais sa tentative a échoué. La traduction latine complète de la traduction de Pococke a été publiée par le professeur Joseph White de l'université d'Oxford, Abdollatiphi historiæ Ægypti compendium, en 1800. Les travaux ont été ensuite traduits en français, avec des notes précieuses, par Silvestre de Sacy, Relation de l'Égypte, en 1810.

### Ouvrages
- Relation de l'Égypte (suivie de divers extraits d'écrivains orientaux), trad. Silvestre de Sacy, 1810, XXIV-752 p.
- Book of the Science of Metaphysics (Kitāb fī ʿilm mā baʿd al-ṭabīʿa) :  'Abd al-Laṭif al-Bagdadi's philosophical journey: from Aristotle's "Metaphysics" to the "Metaphysical Science" , trad. Cecilia Martini Bonadeo, Brill, 2013, XII-378 p.

### Études
- Emilie Savage-Smith, "Medicine", in Roshdi Rashed (éd.), Encyclopedia of the History of Arabic Science, Vol. 3, 1996, p. 903–962
- Cecilia Martini Bonadeo,  'Abd al-Laṭif al-Bagdadi's Philosophical Journey: from Aristotle's "Metaphysics" to the "Metaphysical Science" , Brill, 2013, XII-378 p.